# Uncinia phleoides
Uncinia phleoides är en halvgräsart som först beskrevs av Antonio José Cavanilles, och fick sitt nu gällande namn av Christiaan Hendrik Persoon. Uncinia phleoides ingår i släktet Uncinia och familjen halvgräs. Inga underarter finns listade i Catalogue of Life.